# Gerhard Gerigk
Gerhard Gerigk (* 27. Juli 1925 in Queetz, Masuren; † 24. November 2007 in Augsburg) war ein deutscher Offizieranwärter und Bauunternehmer. Am 2. Mai 1945 verhinderte er in Lübz Zerstörungen und Kampfhandlungen zwischen Wehrmacht, Waffen-SS und United States Army. Er half dem Führer einer Aufklärungskompanie der United States Army, die anrückende Rote Armee zu finden und das Kriegsende in Südmecklenburg herbeizuführen.

## Leben
In Guttstadt machte Gerigk nach der Mittleren Reife eine Tischlerlehre im väterlichen Betrieb.

### Sprengmeister
Gleich nach der Gesellenprüfung im Juli 1943 zum Landwehr-Pionierbataillon 311 einberufen, kam er im August in die Festung Modlin. Als das Bataillon an die Ostfront verlegte, wurde er mit vier Kameraden zu einem Lehrgang für Reserveoffiziersbewerber abkommandiert. Nach Beendigung des Lehrgangs wurde er am 20. Juli 1943 zur Frontbewährung in das Pionierbataillon der 2. Ostpreußischen Infanteriedivision beordert. Zur Ausheilung einer Granatsplitterverwundung kam er nach Tarnowitz. Anschließend kehrte er nach Modlin zurück. Da sich die Abkommandierung zur Pionierschule in Berlin-Karlshorst um einige Monate verzögerte, wurde er zu einer Artillerieeinheit nach Ortelsburg versetzt, um sie an Panzerabwehrminen auszubilden. Bei der Detonation einer aufgenommenen Übungsmine schwer verletzt, ertaubt und fast erblindet, kam er nach Zoppot und Bad Doberan. Dort sah er seine Eltern zum letzten Mal. Sie wurden später deportiert und starben in einem Gulag. Sein ältester Bruder fiel in Russland. Einigermaßen genesen, kam Gerigk in ein Stettiner Pionierbataillon. In der zerstörten Wohnsiedlung der Heeresversuchsanstalt Peenemünde bildete er Rekruten im Häusersprengen aus.

### Lübz
Über Rostock kam Gerigk am 22. April 1945 als Fahnenjunker-Unteroffizier nach Lübz. Dort sollte er Brücken sprengen und Panzersperren schließen. In der Nacht vom 2./3. Mai 1945 hütete er Oberleutnant William A. Knowlton vor Übergriffen durch deutsche Soldaten. Mit dem Stadtkommandanten, einem Major aus Ostpreußen, verstand er sich gut. Entgegen dem ausdrücklichen Befehl von General Walter Hörnlein sprengte er am Abend des 3. Mai 1945 nicht die drei Lübzer Brücken. Die Zündschnüre warf er in die Elde.

„Als Gegenleistung dafür, dass unser Schicksal mehrere Stunden lang in Gerigks Hand lag, versprach ich ihm, mich dafür einzusetzen, dass er nicht in russische Gefangenschaft geriete; vielmehr wollte ich versuchen, ihn in einem britischen Gefangenenlager abzuliefern.“

Als Kriegsgefangener war Gerigk ab dem 4. Mai 1945 Dolmetscher der Amerikaner, die ihm einen Volkswagen Typ 166 Schwimmwagen überließen. Im Raum westlich von Ludwigslust und Hagenow lernte er die Bürgermeister von Dörfern und Kleinstädten und das große Sammellager für deutsche Kriegsgefangene bei Wittenburg kennen. Wegen des Fraternisierungsverbots endete diese Tätigkeit nach acht Tagen. Knowlton brachte Gerigk am 20. Mai 1945 persönlich nach Behlendorf in britische Kriegsgefangenschaft. Er überließ ihm seine Heimatanschrift in den USA und eine Porträtfotografie mit persönlicher Widmung.

### Auswanderung und Rückkehr

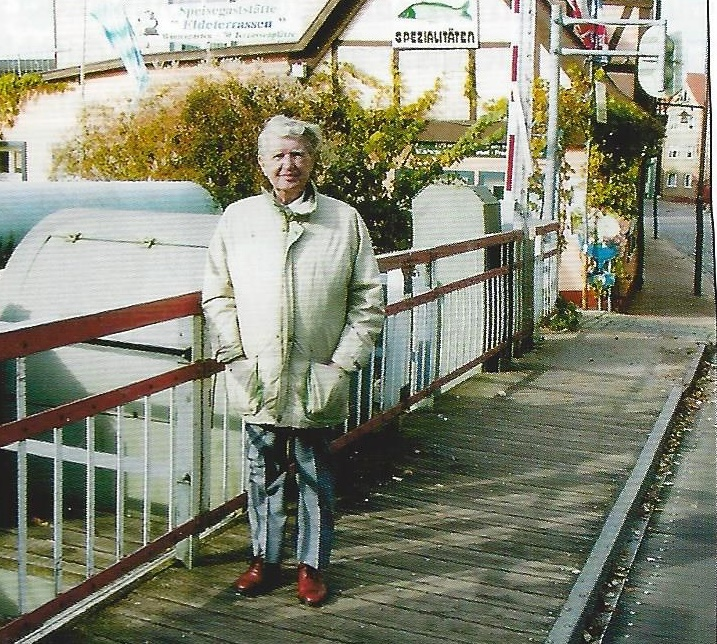
Gerigk auf der Lübzer Hubbrücke (2005)

Aus der Gefangenschaft in Sievershagen wurde Gerigk im Oktober 1945 entlassen. Nachdem er als Tischler bei den Salzgitter Klöckner-Werken in Castrop-Rauxel gearbeitet hatte, studierte er Bauingenieurwesen an der Baugewerkschule Höxter. Knowlton schickte ihm regelmäßig Care-Pakete. 1953 emigrierte Gerigk nach São Paulo, wo Verwandte lebten. Er heiratete dort und gründete ein eigenes Bauunternehmen. Um die Jahrtausendwende mit seiner Frau und den drei Söhnen nach Deutschland zurückgekehrt, lebte er in Augsburg. Nach 60 Jahren besuchte er noch einmal Lübz. Mit zwei Söhnen, dem Ehepaar Peppel und Eberhart Schultze fuhr er Knowltons Strecke am 21./23. Mai 2005 noch einmal ab. Im Oktober 2005 überließ er die originalen Sprengbefehle für die drei Lübzer Brücken und das Schleusenbauwerk dem Lübzer Stadtmuseum. Seit seinem Bericht stand er mit Knowlton wieder in regem Kontakt.